# Chicoloapan de Juárez
Chicoloapan de Juárez – miasto w środkowym Meksyku, w stanie Meksyk. Liczy 184 000 mieszkańców (1 lipca 2014 roku).